# نیژنیایا مانیاوا
نیژنیایا مانیاوا (انگلیسی: Nizhnyaya Manyava) یک شهرک در شهرستان بلورتسکی باشقیرستان کشور روسیه است.